# Frederic Sevillano
Frederic Sevillano (Barcelona, 18 juliol 1902 - 17 agost de 1996) fou un il·lustrador mèdic, animador i dissenyador industrial. Va ser animador dels principals estudis de Barcelona de la dècada dels quaranta, com ara Dibsono Films, Dibujos Animados Chamartín i Estela Films.

## Biografia
Frederic Sevillano es va aficionar de molt petit al dibuix. Va col·laborar amb la causa republicana per la seva altra afició, les motos, fent de motorista d'enllaç durant la deflagració. En acabar la guerra, va ser internat al camp d'Argelers. Quan va tornar a Barcelona, l'any 1940, ingressà a Dibsono Films, un estudi d'animació creat aquell mateix any. Entrà a formar part de l'equip de Francesc Tur amb la sèrie Don Cleque, animant Don Cleque va de pesca (1940). En fusionar-se Dibsono films i Hispano Gráfic Films el 1941 per crear Dibujos Animados Chamartín, va passar a formar part del nou estudi amb seu a la Casa Batlló. Formà part de l'equip d'animació del film Érase una vez..., en què s'especialitzà en els efectes especials. Va ser l'encarregat de la reeixida transformació de la carrossa de la Ventafocs en carbassa. Es va encarregar també de la direcció de fons del llargmetratge i fou el tercer animador més prolífic, després de Josep Escobar i Francesc Tur.
A finals de la dècada dels quaranta, l'animació entrà en decadència i Sevillano encara va participar amb els germans Baguñà en l'animació de curts de divulgació científica per a l'Editorial Científica Cinematográfica. Va cursar estudis de delineant de manera paral·lela i gràcies a aquesta formació va poder sobreviure al declivi de l'animació i es dedicà al disseny industrial en algunes oficines de patents de Barcelona. Fou aquesta ocupació la que va exercir fins al final dels seus dies.

## Filmografia
- Don Cleque va de pesca (1940)
- Don Cleque de los monos (1941)
- Los reyes magos de Pituco (1943)
- Garabatos Ramper (1943) i Garabatos Valeriano León (1944).
- Don Cleque, en el Oeste (1944)
- Don Cleque y los indios (1945)
- Érase una vez... (1950)
- Fisiología de la respiración (1956)